# Phare de Livourne (digue courbe sud)
Le phare de la digue courbe (sud) (en italien : Faro della Diga Curvilinea) est un phare actif situé à l'extrémité de la digue sud faisant face à l'entrée sud du port de Livourne (province de Livourne), dans la région de Toscane en Italie. Il est géré par la Marina Militare.

## Histoire
Le phare, mis en service en 1857, est lié à la construction du brise-lames incurvée décrétée par le grand-duc Léopold II de Toscane. Cette construction, due à l'ingénieur Vittorio Porel s'est effectuée de 1953 à 1859. Il est entièrement automatisé et alimenté par des panneaux photovoltaïques.

## Description
Le phare  est une tour octogonale en pierre de 20 m de haut, avec galerie et lanterne, surmontant une base circulaire en pierre. La tour est non peinte et le dôme de la lanterne est gris métallique. Il émet, à une hauteur focale de 22 m, un éclat blanc et rouge, selon direction, toutes les 3 secondes. Sa portée est de 10 milles nautiques (environ 19 km) pour le feu blanc et 11 milles nautiques (environ 20 km) pour le feu rouge. Il possède aussi un feu de réserve émettant un flash rouge de 0.5 seconde toutes les 3 secondes, visible jusqu'à 6 milles nautiques (11 km).
Identifiant : ARLHS : ITA-197 ; EF-1911 - Amirauté : E1368 - NGA : 7888 .

## Caractéristiques dufeu maritime
Fréquence : 3 s (WG)
- Lumière : 0.5 seconde
- Obscurité : 2.5 secondes

|                         |
| Port de Livourne (plan) |

|                       |
| Diga Curvilinea (sud) |

### Lien connexe
- Liste des phares de l'Italie